# Jacques Quentin Tronsson-Lecomte
Jacques Tronsson (4 octobre 1749-9 mai 1836) est un homme politique français qui fut maire de Reims et député.

## Biographie
Né à Reims le 4 octobre 1749, y est mort le 9 mai 1836, Jacques Quentin Tronsson, est le fils d'Etienne, négociant, conseiller et échevin de Reims, et Appoline Hurtault, baptisé en la paroisse Saint-Symphorien. Négociant, il apprend le métier dans le commerce paternel. Il épousa à Reims, en 1776, Marie-Caroline Charlotte Le Comte (1759-1832) et s'établit à son compte.

## Charges et élections

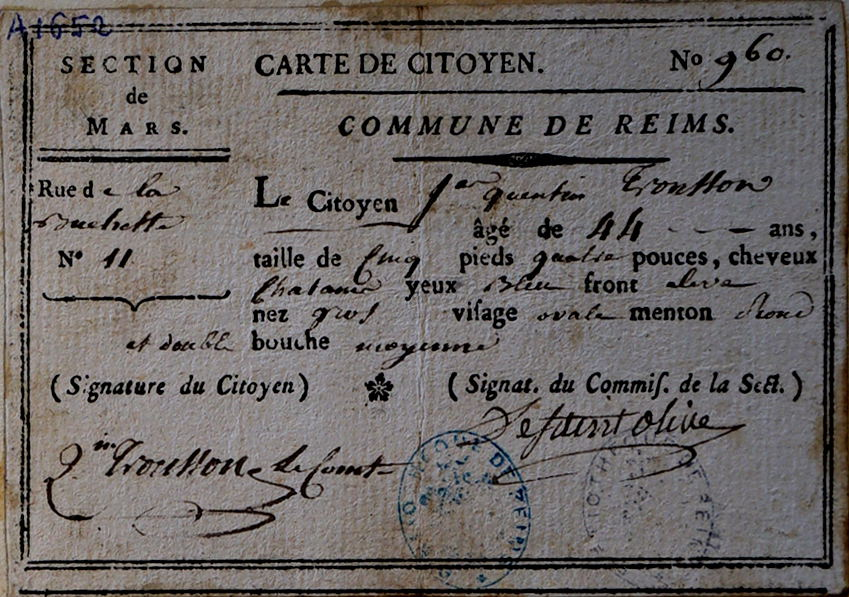
sa carte de citoyen avec sa signature.

Il naît dans une ville où son père siégeait déjà au conseil de ville et d'autres fonctions et où sa famille avait su lier des alliances et placer de ses membres à des fonctions politiques et économiques. Il est capitaine de la garde bourgeoise de la ville en 1776 et siège de droit au conseil de ville. Il perd ses places qui disparaissent avec la Révolution française et devient capitaine de la nouvelle Garde nationale de Reims, de 1789 à 1793. Bô, le représentant en mission de la Montagne, destitue la municipalité pour incapacité, il profitait de cette action pour se retirer de la vie politique et se recentrait sur ses affaires, ne conservant, de 1793 à 1799 qu'une place au bureau de bienfaisance où il avait été nommé le 22 nivôse An X.

### Maire de Reims
Il fut élu maire du 22 germinal An XIII à 1809, il accueillait l'Impératrice le 23 juillet 1804 et elle passait la nuit en sa maison du 11 de la rue de la Buchette. Il était bien en cour auprès de l'Impératrice, lui rendant visite lors de ses séjours à Paris et fit partie des neuf Marnais invités au couronnement de Napoléon. Toujours courtisant, il a aussi été présent lors du baptême du Roi de Rome. Il participait à l'ouverture du lycée de Reims qui avait pris beaucoup de retard et fit pour solder les comptes vendre les arbres de promenades et vider les greniers de la ville ; 150 élèves à l'ouverture, 300 pour la seconde année. Il organise aussi la première bibliothèque municipale avec le fonds confisqué aux congrégations ; Engrand est nommé bibliothécaire en 1804. Il s'attèle aussi à l'instruction primaire en faisant revenir les Frères des écoles chrétiennes et les Sœurs de l'enfant Jésus dans une aile de l'ancienne abbaye Saint-Pierre-les-Dames et dans des bâtiments de l'ancien couvent des Carmes qu'il rachète à ses frais. Il obtient avec l'architecte Dubut des monuments publics 146 000 F pour restaurer la cathédrale. Il fait aussi voter par le conseil une rente de 1 000 F pour les curés des paroisses de la ville. Il resta conseiller municipal de 1817 à 1830. Il a été administrateur des hospices civils et du comité d'instruction publique de la ville.

### Député
Il fut appelé, en 1808, au Corps législatif et fut député jusqu'en 1813. Il reçut en 1810 le brevet de chevalier de l'Empire et en 1814 fut nommé officier de la Légion d'honneur.
Il repose à l'entrée du cimetière du Nord où sa stèle est curieusement emprisonnée dans un if.

## Honneurs

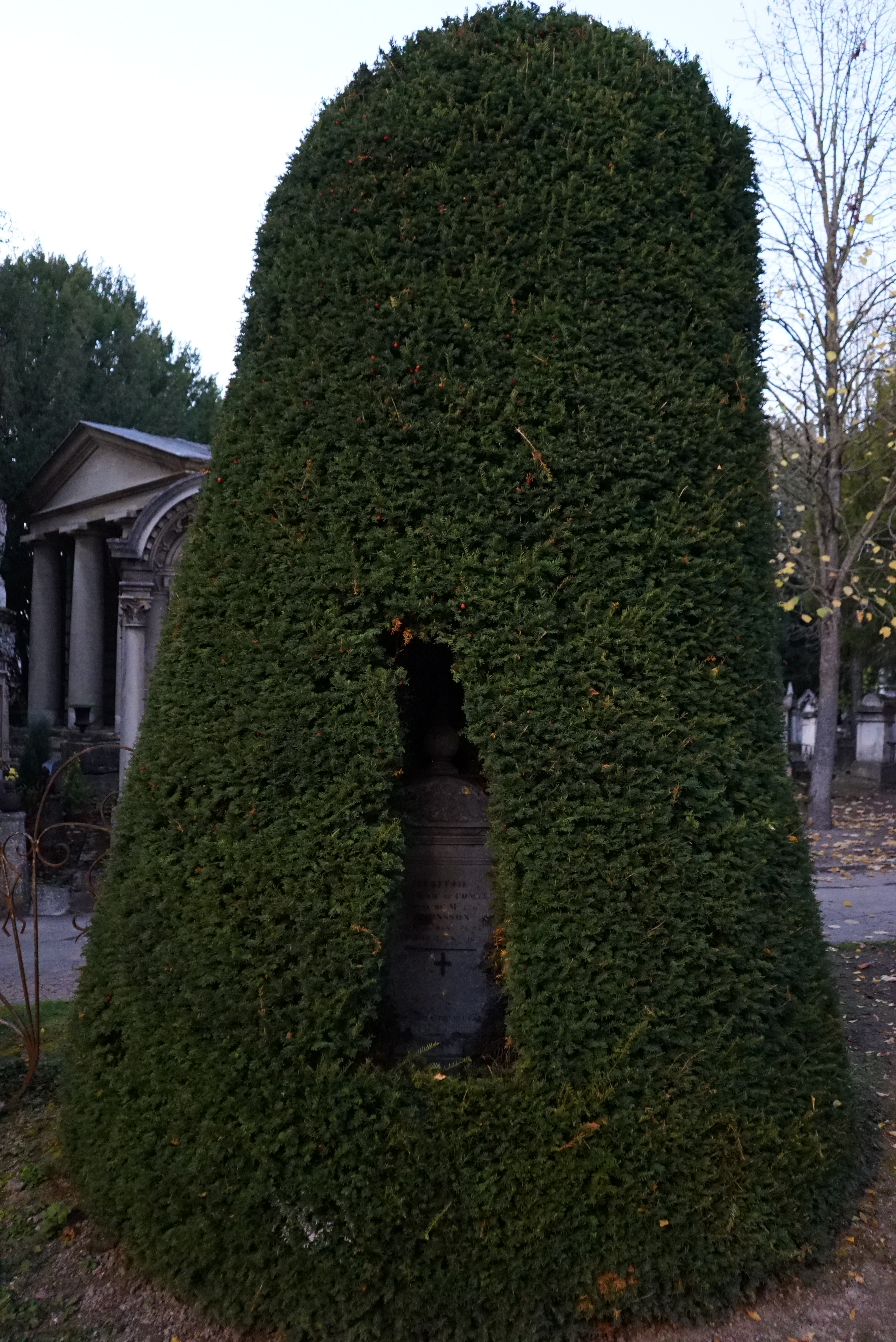
au cimetière de Reims.

Une rue Tronsson-Lecomte de Reims porte son nom ; alors que la municipalité de Reims faisait planter des arbres sur l'ancien marécage de Chantereine, la municipalité décide de lui donner le nom de cours Tronsson en hommage au nouveau maire. Membre de la Légion d'honneur en 1805 (officier en 1814) puis chevalier d'Empire en 1810.

### Blason
Parti I d'argent au tronc d'arbre au naturel surmonté de deux hures de sanglier de sable azurées, lampassées et défendues de gueules. Au parti II d'azur à une étoile d'argent ; le tout sur les armes des chevaliers légionnaires d'Empire. La famille Tronsson qui s'écrit aussi Tronçon ou Tronson est originaire de Troyes et s'installe à Reims vers 1682, le père de Jacques relève les armes de la famille de Louis Tronson-Ducoudray, secrétaire de Louis XIII.

## Sources
- « Jacques Quentin Tronsson-Lecomte », dans Adolphe Robert et Gaston Cougny, Dictionnaire des parlementaires français, Edgar Bourloton, 1889-1891 [détail de l’édition]